# 美国陆军第69步兵师
美国陆军第69步兵师（英語：69th Infantry Division），绰号“战斗的第69”。是美国陆军在二战期间组建的一支步兵师。该师并非美国陆军第69步兵团（该团绰号与69师几乎相同） 。
该师的肩章由时任其师长的查尔斯·伯尔特少将设计，他用代表美国的三种颜色：红、蓝、白来组成数字6和9。

## 第二次世界大战
- 入役日期：1943年5月15日
- 启程出国日期：1944年12月
- 参与战役：莱茵兰战役，中欧会战
- 作战时间：86天
- 获得勋章：
  - 杰出服役十字勋章：5枚
  - 杰出服役勋章：1枚
  - 银星勋章：105枚
  - 功绩勋章：3枚
  - 士兵勋章：12枚
  - 铜星勋章：2,253
  - 航空勋章（英语：Air Medal）：33枚
- 历任师长：
  - 查尔斯·伯尔特（英语：Charles L. Bolte）少将（1943年5月—1944年9月）
  - 埃米尔·莱因哈特（英语：Emil F. Reinhardt）少将（1944年9月—1945年8月）
  - 罗伯特·马雷（英语：Robert V. Maraist）准将（1945年8月至撤编）
- 返回美国日期：1945年9月13日
- 解散日期：1945年9月16日

## 作战历史

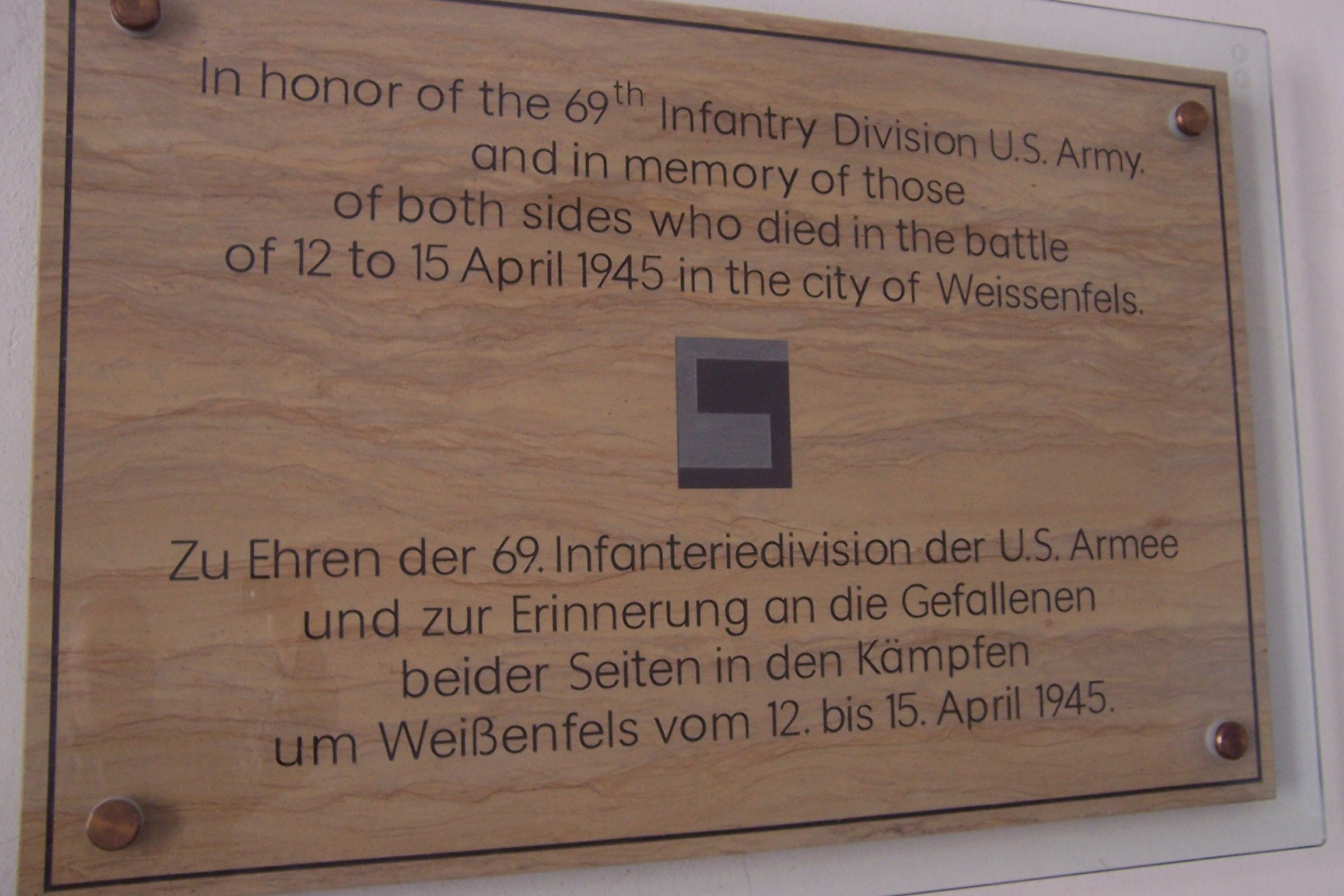
魏森费尔斯城堡门口的标志牌，用于纪念1945年4月对该镇的占领

第69步兵师于1944年12月12日抵达英格兰，并在该地继续进行训练活动。
1945年1月24日，部队登陆法国勒阿弗尔。2月12日，部队前往比利时并接替第99步兵师，其后部队在齐格菲防线驻守其防御阵地。2月27日，部队转为攻势并占领位于普雷特尔以东的制高点以助于控制黑伦塔尔—霍勒拉特高速公路。
伴随着盟军急速地向东挺进，第69步兵师于3月7日占领施密特海姆（Schmidtheim）和达勒姆。部队于3月9日至21日期间进行清肃任务及训练。部队随后继续向莱茵河西岸推进，于3月27日跨过莱茵河并占领埃伦布赖特施泰因城堡。
4月7日，部队于卡塞尔市接替第80步兵师；8日，部队占领汉恩明登；14日，部队在激烈抵抗下占领魏森费尔斯；4月19日，该师经过激烈战斗后夺取莱比锡。4月23日，艾伦堡被占领，穆尔德河东岸完全清肃。

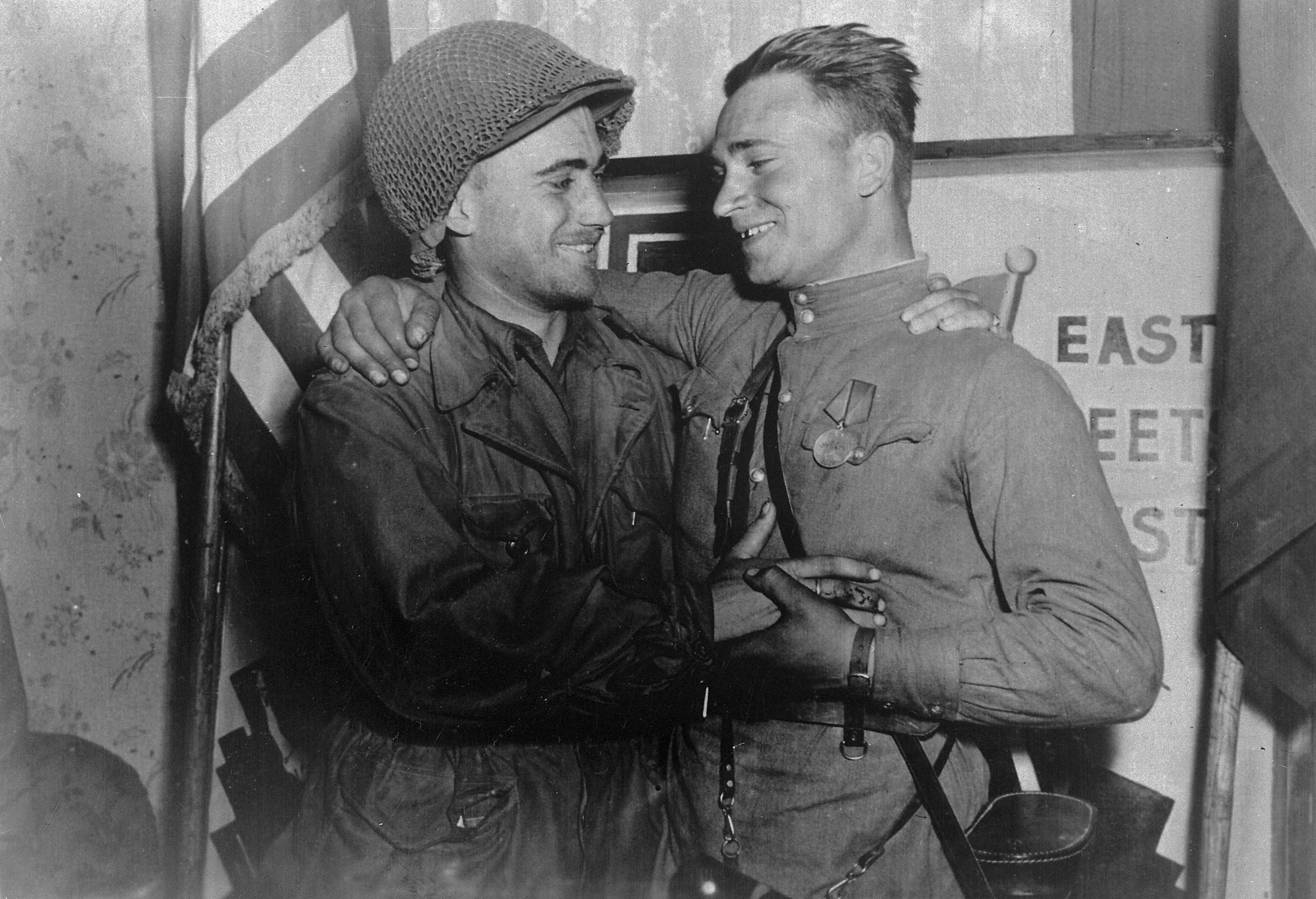
在易北河会师的摆拍照片中，威廉·罗伯逊少尉（左）即服役于第69步兵师

4月25日，该师在易北河和穆尔德河之间的巡逻队于里萨及托尔高附近先后两次与苏联红军第5近卫集团军的部队相遇。直到欧胜日之前，第69步兵师一直在其驻地内执行巡逻及维持治安等活动。其后部队在驻区内执行占领任务直到9月7日启程回国并解散。

### 伤亡人数
- 总战斗伤亡：1,506[4]
- 阵亡：341[4]
- 受伤：1,146[4]
- 失踪：9[4]
- 被俘：10[4]

## 作训师
1954年，第69步兵师于新泽西州迪克斯堡重新组建为作训师，接替了被派往欧洲的第9步兵师。第69步兵师于1956年3月被再次解散。 其肩章曾被菲尔·西尔沃斯秀中扮演士兵的演员所佩戴。